# Комітет членів Установчих зборів
Самарська Республіка — журналістське кліше, образна назва території, яку у червні-жовтні 1918 року контролював антибільшовицький уряд Комітету членів Установчих зборів (Комуч), який засідав у м. Самара. Назва «Самарська Республіка» використовується у самарському краєзнавстві та місцевій пресі, у історичній науці використовується назва Комітет членів Установчих зборів.

## Подробиці історії
У червні 1918 року Самара потрапила в список втрат більшовицького уряду. Місто було взято чеськими легіонерами з корпусу, сформованого ще в 1917 році з полонених чехословаків, які спочатку перейшли були на бік Росії зі складу австро-угорської армії. 
Після укладення Берестейського миру навесні 1918 року, що передбачала виведення 50-тисячного корпусу з театру військових дій, братів-слов'ян вирішили евакуювати через Владивосток . Це було зроблено всупереч протестам військових експертів, які вважали, що просування великого військового з'єднання по всій країні — не що інше, як окупація Росії іноземною армією. Так, в принципі, і сталося. Ешелони з легіонерами розтяглися від Пензи до Сибіру. Тут пішов указ про роззброєння всього братнього воїнства. Наказові Радянської влади здати зброю чехи не підкорилися. І виступили проти влади, не стримавши своїх колишніх обіцянок. Добре навчені військові захопили десятки міст Росії, в тому числі і Самару.
День взяття Самари чеськими підрозділами, 8 червня 1918 року, став офіційним днем створення першого небільшовицького уряду в Росії. Складався він з есерів і меншовиків. Одним із перших документів Комуча став заклик до співгромадян про припинення насильства. Комітет проголосив курс на «серединну лінію» революції - проти білого терору і проти червоного теж. Чотири місяці члени уряду намагалися балансувати на межі, йдучи на поступки і підприємцям, і робітникам. У цей невеликий відрізок часу були відновлені демократичні свободи і приватна власність, проведені реформи в системі самоврядування, відкрито університет, запрацювали земства.
Багато місцевих жителів зустріли визволителів квітами і музикою. А на більшовиків почалося справжнє полювання. Чехи, правда, полонили велику групу більшовиків, тим самим встигнувши врятувати їх від розлючених на безчинства влади жителів. Але, траплялося, міщани не рахувалися з охороною. Так сталося, коли величезний натовп просто відкинув конвоїрів і розтерзав більшовика Франциска Венцека на вулиці, що носить нині його ім'я.
Прапором Республіки вважалося полотнище червоного кольору. Офіцерам республіканської армії забороняли носити погони. А найбільш ходовим зверненням було слово «товариш». Незважаючи на ці більшовицькі атрибути, Самара зі своїм урядом в особі Комуча (Комітету членів установчих зборів) цілком могла претендувати на звання столиці небільшовицьких сил Росії.
Комуч взяв участь в організації Тимчасового Всеросійського уряду (так званої «Уфімської Директорії»), а в листопаді — грудні 1918 р. його структури були остаточно ліквідовані в результаті військового перевороту, що передав владу в руки Верховного Правителя адмірала А. В. Колчака. Влада Комуча поширювалася на частину територій Поволжя і південного Уралу.
Як писав пізніше Іван Травневий (міністр праці в Комучі, а згодом знаменитий посол в Англії), після голодної і зруйнованої Москви ми побачили місто хліба, де продукти і мануфактура були неймовірно дешеві, Самара була схожа на місто з казок «1000 і однієї ночі».
Основною такого неймовірного добробуту була і народна армія Каппеля. Набувши лав Червоної Армії і прибувши у Самару для формування нових з'єднань, хоробрий офіцер Володимир Каппель, опинившись у вирі місцевих подій, мабуть, по-новому осмислив значення змін, що відбувалися в Росії після 1917 року. Каппель приймає рішення поступити на службу в створювану в Самарі Народну армію. Він очолює першу добровольчу дружину і здійснив ряд подвигів.
Хитрістю бере Сизрань, переодягши своїх народоармійців у селянський одяг і посадивши їх на підводи, що їхали на ярмарок. Його летючий загін, зробивши за одну ніч багатокілометровий марш-кидок, бере Казань і видобуває «золотий запас» Російської імперії. Каппель телеграфує Комучу, що вартість узятих трофеїв просто не піддається підрахунку...
До складу нової «держави» увійшли: Самарська, Симбірська, Казанська, Уфімська, частина Саратовської губерній. Її владу визнали Оренбурзьке і Уральське козацтва. Карту нової «держави», на жаль, випустити не встигли. Зате Комітету Установчих зборів вдалося надрукувати паперові гроші. Для випуску власної валюти не було ні обладнання, ні паперу, ні фарби, ні часу. Але уряд хитромудро вийшов зі скрутного становища. При взятті білочехами Казані там був відбитий у більшовиків золотий запас Російської імперії - тисячі пудів золота, срібла і на багато мільйонів цінних паперів царського уряду — облігацій, кредитних квитків, скасованих радянською владою ще в грудні 1917 року.
Золото і срібло Комуч вирішив приберегти, а цінні папери пустив в обіг як гроші. На кожній купюрі проставлявся мастиковий штемпель. Текст на всіх паперах був однаковим: « Має ходіння нарівні з Державними кредитними квитками за номінальною ціною за наявності дійсного штемпеля і особливого пробивного знаку «В. Ф. Самарська Контора Державного Банку» та підписів завідувача відділенням кредитних установ, керуючого і касира. Дійсно, крім даного штемпеля, на кожній купюрі стояв особливий пробивний знак, але неоднаковий на всіх. На більшості з них знак «71ГБ» зрозумілий — це порядковий номер Самарської Контори Держбанку. Але № 54 — це порядковий номер оренбурзької контори, 91 — уральської, 92 — уфімської.
Таким чином, і Казань, і Уфа, і Уральськ, хоча й на короткий час, входили до складу Самарського краю. І кордони з Пермською, Челябінською, Єкатериненською областями, Марійською і Удмуртською АРСР — це теж реальність. Ба, Самарська «держава» межувала з іншим таким же державним утворенням, столицею якого був Омськ.
На відміну від багатьох інших подібних «містечкових» урядів, Самарське було більш легітимним - воно спиралося на членів Установчих зборів, законної влади, скинутої незаконним шляхом. Але в країні вже йшла громадянська війна, і політична лінія «ні вашим, ні нашим» погано вписувалася в російську ментальність, де головним аргументом ставав свинець. Комуч був не потрібний і незручний як «червоним», так і «білим». «Червоні» розправилися з діячами Комуча так само жорстоко, як і «верховний правитель Росії» адмірал Колчак, до якого деякі члени комітету втекли після 7 жовтня, коли місто знову захопили більшовики.